# جوديث أ. روبين
جوديث أ. روبين (بالإنجليزية: Judith A. Rubin)‏ هي محللة نفسانية أمريكية، ولدت في 12 سبتمبر 1936.